# Girlschool
O Girlschool é uma banda britânica de heavy metal formada exclusivamente por mulheres: Kim McAuliffe, Denise Dufort, Enid Williams e Kelly Johnson. Assim como The Runaways (outra banda feminina) que no começo tiveram muito apoio do pessoal do Motörhead; saíram juntos em turnês, inclusive. Seu som era um heavy metal bem básico, raivoso, com muita energia. Os discos Demolition e Hit And Run são a prova disso. Também fizeram covers de músicas famosas como "Tush" do ZZ Top e "Do You Love Me" do Kiss, chegando a fazer participação com Gary Glitter na música "I'm the Leader".

## Integrantes
Formação atual
- Kim McAuliffe - Guitarra Ritmíca, Vocal Principal e Backing Vocals (1978-presente)
- Denise Dufort - Bateria (1978-presente)
- Enid Williams - Baixo, Vocal Principal e Backing Vocals (1978-1982, 2000-presente)
- Jackie Chambers - Guitarra Solo e Backing Vocals (2000-presente)

Membros anteriores
- Kelly Johnson - Guitarra Solo e Backing Vocals (1978-1984, 1993-2000)
- Ghislaine 'Gil' Weston - Baixo e Backing Vocals (1982-1987)
- Cris Bonacci - Guitarra Solo e Backing Vocals (1984-1992)
- Tracey Lamb - Baixo e Vocal de Apoio (1987-1989, 1993-2000)
- Jackie Bodimead - Vocal e Teclados (1984-1985)
- Jackie Carrera - Baixo e Vocal de Apoio (1992)

## Discografia

### Em estúdio
- Demolition (1980)
- Hit and Run (álbum) (1981)
- Screaming Blue Murder (1982)
- Play Dirty (1983)
- Running Wild (1984)
- Nightmare at Maple Cross (1986)
- Take a Bite (1988)
- Girlschool (1993)
- Not That Innocent: 21st Anniversary (2002)
- Believe (2004)
- Legacy (2008)
- Hit and Run – Revisited (2011)
- Guilty as Sin (2015)

### Ao vivo
- Girlschool Live (1996)
- Girlschool Live: King Biscuit Flower Hour (1996)
- Race With The Devil Live (2000)

### EP
- St. Valentine's Day Massacre (EP, 1981)

### Singles
- "Race With The Devil" (1980)
- "Hit And Run" (1981)
- "C'Mon Let's Go" (1981)
- "Don't Call It Love" (1982)

## Videografia
- Girlschool - Live In London (2005)